# أنجيلو بارليتا
أنجيلو بارليتا (بالألمانية: Angelo Barletta) هو لاعب كرة قدم ألماني في مركز الدفاع، ولد في 11 فبراير 1977 في هاناو في ألمانيا. لعب مع إف إس في فرانكفورت وكيكرز أوفنباخ ونادي أوسنابروك ونادي كوبلنتس.

## وصلات خارجية
- أنجيلو بارليتا على موقع قاعدة بيانات كرة القدم.إي يو (الإنجليزية)
- أنجيلو بارليتا على موقع بيانات كرة القدم. دي إي (الألمانية)
- أنجيلو بارليتا على موقع عالم كرة القدم.نت (الإنجليزية)